# Ортаколо
Ортаколо — село в Ботлихском районе Дагестана. Входит в состав сельского поселения Сельсовет «Мунинский».

## География
Расположено в 14 км к востоку от села Ботлих, на левом берегу реки Андийское Койсу.

## Население
| 1869 | 1888 | 1895 | 1926 | 1939 | 1970 | 1989 |
| ---- | ---- | ---- | ---- | ---- | ---- | ---- |
| 114  | ↗161 | ↘137 | ↘80  | ↗139 | ↗216 | ↗330 |
| 2002 | 2010 | 2021 |      |      |      |      |
| ↗538 | ↗600 | ↗725 |      |      |      |      |

## История
Предположительно, город с таким же названием существовал в IX—X веках высоко в горах, так как с аварского языка Ортаколо обозначает «хутор, стоящий у реки». Руины города, знать которого была христианской, а простые люди соблюдали языческие обряды, были обнаружены археологами в 2014 году.